# 酒井親本
酒井 親本（さかい ちかもと）は、上野前橋藩の第8代藩主。雅楽頭系酒井家13代。

## 生涯
宝永2年（1705年）8月20日、越前敦賀藩の第2代藩主酒井忠菊の長男として生まれる。享保元年（1716年）8月3日に前橋藩の第7代藩主・酒井親愛の養子となり、享保4年（1719年）12月18日に従五位下・阿波守に叙位・任官する。享保5年（1720年）4月13日に親愛の隠居にともない家督を継ぎ、享保6年（1721年）に従四位下・雅楽頭に昇叙された。
享保16年（1731年）9月4日に前橋で死去した。享年27。跡を弟で養子の忠恭が継いだ。